# علاء الدين (مجلة)
مجلة علاء الدين هي مجلة مصرية شهرية تصدر أول كل شهر عن مؤسسة الأهرام. صدر العدد الأول منها في الأول من يوليو، 1993م.
توجه المجلة إلى الأطفال من سن 7 حتى 17 سنة. الشخصية الرئيسة التي أخذت اسم المجلة هي علاء الدين، وهو بطل مصري من تأليف محمد المنسي قنديل، ورسوم وليد نايف. وتنشر المجلة قصصاً عربية لمؤلفين عرب أغلبهم من مصر، ونادراً ما تعتمد على المصادر العالمية مثل «مغامرات سلاحف النينجا».

## الأبواب
- تغيرت على مدى 25 سنة، منها
- مغامرات علاء الدين
- اتفرج يا سلام
- اصنعها بنفسك
- موسوعة علاء الدين
- ملاعب علاء الدين
- أنبياء الله
- أنغام
- عالم الكمبيوتر
- قوس قزح
- مغامرات ابن شحطوطة
- شخصيات أضاءت الدنيا نوراً وتنويراً
- سينما علاء الدين
- الصحفي الصغير
- يوميات كريم
- بنك الأفكار المدهشة
- لقاء الأصدقاء
- من قصص الخيال العلمي

قطع 26×20,5 سم

## فريق العمل
- رئيس مجلس الإدارة: عبد المحسن سلامة
- رئيس التحرير: حسين الزناتي
- المدير الفني: وليد نايف
- مدير التحرير الفني: ايهاب حسين
- مديرو التحرير: سوزي شعبان - سحر محمود - أماني زهران - محمد الجبالي - غادة بهنسي
- مدير المنصات الإليكترونية: يوسف شعبان

### الكُتَّاب
- أسامة فرج
- رؤوف وصفي
- بابا شارو
- نجوى عبد الرحيم
- عبد التواب يوسف
- محمود قاسم
- علي غنيم
- عبد العزيز أسعد
- أحمد زحام
- مراد إبراهيم الدسوقي
- جار النبي الحلو
- أحمد بهجت
- رتيبة الحفني
- سيد حامد النساج
- سناء صليحة
- بهاء جاهين
- سميرة شفيق
- نجلاء محفوظ
- سمير عبد الباقي
- جمال سليم

- هشام الصياد
- مصطفى نصر

### الرسامون
- عبد العال حسن
- حجازي
- وليد نايف
- محمد حماد جلال عمران
- سعد الدين شحاته
- أماني زهران
- عز العرب
- هالة سامي
- هبه عنايت
- برجي
- سحر محمود
- أحمد وجيه
- عفت حسني
- محمد الجبالي
- فايزة نوار
- عدلي رزق الله
- روني سعيد